# Северная мистика
«Северная мистика» — одиннадцатый студийный альбом российской рэп-группы Bad Balance, выпущенный 12 июня 2014 года на лейбле 100Pro.
Этот альбом группа выпустила под именем «Bad B. Про…» и он является совместным альбомом ШЕFFа и Купера. Третий участник группы Bad Balance, Al Solo, принял участие в записи только одного трека — «Берсерки».
Альбом был записан на студии 100Pro Studio в Москве в 2014 году. В записи альбома приняла участие российская R&B-исполнительница Юлия «Ю-Ла» Фролова. Музыку для альбома создали ШЕFF (под псевдонимом Сhill-Will) и Роман Синцов при содействии Al Solo, DJ LA и Tengiz. Все тексты для альбома написал гострайтер Сергей «Ворон» Сорокин, также являющийся идеологом альбома. Также были использованы тексты Купера и русского поэта А. С. Пушкина.

## Об альбоме
Идея создания альбома пришла к Куперу в 2005 году, после альбома о востоке «ЙЯ» он решил сделать релиз на северную тематику. Альбом был отложен на полку до лучших времён, но в тринадцатом году Шефф побывал в Норвегии и Швеции, увидел фьорды и понял, что обязан доделать этот альбом для Купера.
Согласно пресс-релизу альбома, ШЕFF и Купер, отбросив все сомнения, начинают своё шествие в мире теней языческой мифологии, где их ждут неожиданные встречи: отважные норманны, поклоняющиеся духам огня, в чьей груди бьётся сердце дикого зверя; маги-друиды с омелой в таинственных ритуалах среди ещё более таинственных камней Стоунхенджа… ШЕFF и Купер пройдя всю северную мистику вернуться на родину и проплывут из варяг в греки по великому северному пути своих предков, принеся с собой свет надежды того самого философского камня, который зовётся Bad B. ПРО…
В поддержку выхода альбома было снято два видеоклипа на песни «Норманны» и «Берсерки». Съёмки видеоролика на песню «Норманны» проходили на разных краях страны — начались на Камчатке, а продолжились в Выборге. В клипе использованы исторические костюмы. Режиссёр видео — лидер группы Влад Валов, операторы — Скаля и Стэпман. Видеоролик на песню «Берсерки» был снят в течение двух дней в деревне коряков на Камчатке «Снежные Псы» весной 2014 года. Для этого они побывали в питомнике ездовых собак «Снежные псы», на океане, а также на лежбище сивучей в черте города.
Песня «Норманны» также была выпущена отдельным синглом 17 мая 2014 года.

## Приём критиков
В 2014 году музыкальный критик Гари Гарин назвал альбом «культурным прорывом»:
«Северная Мистика» по моим подсчётам писалась с 2003 года, а это значит — 11 лет. Получился хороший настоянный творческий рэп-коньяк, который нужно пробовать знатокам хип-хопа и любителям этнической музыки. Это культурный прорыв, потому что этника пришла в рэп. Это начинало прослеживаться в сольном альбоме Купера «ЙЯ», но по-настоящему вышло на свет именно в «Северной Мистике». Хочу заметить, что музыку для альбома в основном сделали Chill-Will, Al Solo и Роман Синцов, множество живых фольклорных инструментов и вокалов звучат на протяжении всей пластинки. За это отдельное спасибо Куперу, музыкантам и продюсеру альбома Владу Валову. Качество 100PRO было и остаётся на самом высоком уровне. И главное, такая работа, как «Северная Мистика» должна быть в собственной коллекции у каждого настоящего любителя этого жанра. Можно критиковать и отвергать этот альбом, но он открывает новые перспективы хип-хоп культуре. И как говорится, дорогу осилит идущий!
Рецензент сайта medium.com также оценил альбом положительно:
«Мастерство не пропьёшь, флоу Шеффа, хотя и устарело по нынешним меркам хип-хопа, но тут они с Купером звучат как влитые в музыку. <...> Пластинку слушать действительно интересно, северный ветер в царстве русского хип-хопа немного остужает пыл наглых юнцов свэго-трэперов.

## Список композиций
| №   | Название                                  | Текст песни       | Музыка                         | Длительность |
| --- | ----------------------------------------- | ----------------- | ------------------------------ | ------------ |
| 1.  | «Ладьи»                                   |                   | Chill-Will, Р. Синцов          | 0:54         |
| 2.  | «Северная мистика»                        | ШЕFF              | Chill-Will, Р. Синцов          | 4:01         |
| 3.  | «На север»                                | ШЕFF              | Chill-Will, Р. Синцов          | 3:58         |
| 4.  | «Норманны»                                | ШЕFF              | Chill-Will, Р. Синцов          | 3:26         |
| 5.  | «Друиды»                                  | ШЕFF              | Al Solo                        | 4:35         |
| 6.  | «Кельтские приметы»                       | ШЕFF              | Chill-Will, Р. Синцов          | 4:12         |
| 7.  | «Волки»                                   | А.С. Пушкин, ШЕFF | LA, Купер                      | 3:27         |
| 8.  | «Открытие Америки»                        | ШЕFF              | Chill-Will, Р. Синцов          | 2:20         |
| 9.  | «Оборотни ночи» (совместно с Ю-ЛА, Такер) | ШЕFF              | Chill-Will, Р. Синцов          | 4:16         |
| 10. | «Лес, болото» (совместно с Ю-ЛА)          | ШЕFF              | Chill-Will, Р. Синцов          | 4:08         |
| 11. | «Я думаю так!»                            | Купер             | LA                             | 1:33         |
| 12. | «Берсерки» (совместно с Ю-ЛА)             | ШЕFF              | Chill-Will, Р. Синцов, Al Solo | 3:52         |
| 13. | «Голос кентавра»                          | ШЕFF              | Al Solo                        | 4:04         |
| 14. | «Боги россов» (совместно с Ю-ЛА)          | ШЕFF              | Chill-Will, Р. Синцов          | 4:07         |
| 15. | «Хороший день»                            | Купер             | Тенгиз                         | 3:59         |
| 16. | «Аляска»                                  | ШЕFF              | Chill-Will, Р. Синцов          | 3:57         |
| 17. | «Арктика»                                 | ШЕFF              | Chill-Will, Р. Синцов          | 4:11         |
| 18. | «Норманны (RMX by Al Solo)»               | ШЕFF              | Al Solo                        | 3:27         |

## Участники записи
- ШЕFF (он же Сhill-Will) — вокал, автор слов (кроме 11, 15), музыка (1-4, 6, 8-10, 12, 14, 16, 17), продюсер альбома
- Купер — вокал, автор слов (11, 15)
- Al Solo — вокал (12), музыка (5, 12, 13, 18)
- Глеб «DJ LA» Матвеев — музыка (7, 11)
- Денис «Tengiz» Чернышов — музыка (15)
- Ю-ЛА — вокал (9, 10, 12, 14)
- Такер — вокал (9)
- Сергей Сорокин (Ворон) — идеолог альбома, автор слов (1-18)
- Роман Синцов — музыка (1-4, 6, 8-10, 12, 14, 16, 17), запись, сведение, мастеринг на студии 100Pro Studio в Москве
- Сергей Zver — дизайн